# The Word as Law
The Word as Law es el segundo álbum de estudio de la banda estadounidense Neurosis. Fue lanzado en 1998 a través de Lookout! Records, únicamente en formato LP. En 1991 se relanzó el álbum en formato CD con varios temas regrabados de lanzamientos previos como material adicional.
The Word as Law es el primer álbum de Neurosis que cuenta con Steve Von Till y Simon McIlroy.
Una versión diferente de "Common Inconsistencies" se incluye en la compilación de 1989 The Thing That Ate Floyd.

## Lista de canciones
1. "Double-Edged Sword" – 4:05 (Música y letras: Kelly)
2. "The Choice" – 4:07 (Música: Edwardson, Letras: Edwardson/Kelly)
3. "Obsequious Obsolescence" – 5:12 (Música: Kelly/Edwardson/Von Till, Letras: Kelly)
4. "To What End?" – 6:23 (Música y letras: Von Till)
5. "Tomorrow's Reality" – 5:47 (Música y letras: Edwardson)
6. "Common Inconsistencies" – 4:24 (Música: Edwardson, Letras: Edwardson/Kelly)
7. "Insensitivity" – 0:47 (Música y letras: Edwardson)
8. "Blisters" – 7:18 (Música: Kelly/Edwardson, Letras: Kelly)

### Temas adicionales
1. "Life on Your Knees" – 2:54 (Música: Edwardson, Letras: Kelly/Edwardson)
2. "Pain of Mind" – 3:10 (Música: Kelly/Edwardson, Letras: Kelly)
3. "Grey" – 3:01 (Música: Edwardson, Letras: Kelly)
4. "United Sheep" – 3:15 (Música y Letras: Kelly)
5. "Pollution" – 4:09 (Música y Letras: Kelly)
6. "Day of the Lords" - 5:17 (cover de Joy Division)
7. "Untitled" – 10:41

## Créditos
- Scott Kelly − guitarra, voz
- Steve Von Till − guitarra, voz
- Dave Edwardson − bajo, voz
- Simon McIlroy − teclados, cintas, samples
- Jason Roeder − batería